# ウィルクス郡 (ジョージア州)
ウィルクス郡（ウィルクスぐん、英: Wilkes County）は、アメリカ合衆国ジョージア州の北東部に位置する郡である。2010年国勢調査での人口は10,593人であり、2000年の10,687人から0.9%減少した。郡庁所在地はワシントン市（人口4,134人）であり、同郡で人口最大の都市でもある。地域の歴史協会や商工会議所を含め、地元では「ワシントン・ウィルクス」と呼ばれ、郡庁所在地と郡が一体として扱われるのが普通である。サバンナ川中流地域に属している。

## 歴史
ウィルクス郡はイギリスの政治家でアメリカ独立を支持したジョン・ウィルクスに因んで名付けられており、1777年2月5日にジョージア州最初の憲法で作られた8郡の1つなので、州最初の郡と見なされている。他の7郡が植民地時代のパリッシュ（教区）から移行したものであり、ウィルクス郡は、1773年にクリーク族とチェロキー族インディアンとそれぞれ結んだオーガスタ条約によって譲渡された土地にできたという特徴がある。サバンナ川の滝線より上、ピードモント台地に位置している。
1790年から1854年、郡域から新しい郡ができて行ったので面積は小さくなっていった。ジョージア州議会はエルバート郡、オグルソープ郡、リンカーン郡の全体をウィルクス郡から作った。またマディソン郡、ウォーレン郡、タリフェア郡、ハート郡、マクダフィ郡、グリーン郡の一部も作られた。
アメリカ独立戦争中には、ジョージア州で最も重要な戦闘の1つが起きた。1779年のケトルクリークの戦いでは、アメリカ側愛国者部隊がロイヤリスト部隊に勝利した。
18世紀、地域の開拓者は土地を開きプランテーションを作るために奴隷を使っていた。1793年、ワシントンの東にある綿花プランテーションであるマウントプレザントは、イーライ・ホイットニーがその画期的な発明であるコットンジンを初めて使った場所となった。これにより繊維の短い綿花の栽培を拡大することが可能になり、ウィルクス郡の高地で成功するようになった。さらにディープサウス全体で綿花プランテーションが拡大し、大半がシー諸島やローカントリーで栽培される繊維の長い綿花の生産高を上回るようになった。プランテーションの拡大と共に奴隷の需要が増していった。奴隷貿易が終わった後の1800年代、アッパーサウスからディープサウスへの奴隷交易が盛んとなり、数多い奴隷が移動させられた。
南北戦争のとき、ウィルクス郡近くで戦闘は起きなかったが、アメリカ連合国大統領ジェファーソン・デイヴィスが最後にその閣僚と会合したのが、ワシントン市中心街にある現ウィルクス郡庁舎のある場所だった。ここで公式にアメリカ連合国政府を解体した。連合国の財産から最後に金が失われた場所とされている。人々はその金を探し求め、ジョージア州でも最も長引きおそらくは魅力的なミステリーの1つであり続けている。

## 地理
アメリカ合衆国国勢調査局に拠れば、郡域全面積は474.00平方マイル (1,227.7 km2)であり、このうち陸地471.37平方マイル (1,220.8 km2)、水域は2.62平方マイル (6.8 km2)で水域率は0.55%である。

### 主要高規格道路

#### アメリカ国道
- アメリカ国道78号線
- アメリカ国道78号線産業道路（ワシントン市）
- アメリカ国道378号線

#### ジョージア州道
- ジョージア州道10号線
- ジョージア州道10号線産業道路
- ジョージア州道17号線
- ジョージア州道44号線
- ジョージア州道47号線
- ジョージア州道80号線

### 隣接する郡
- エルバート郡 - 北
- リンカーン郡 - 東
- マクダフィ郡 - 南東
- ウォーレン郡 - 南
- タリフェア郡 - 南西
- オグルソープ郡 - 西

## 人口動態
以下は2000年の国勢調査による人口統計データである。
| 基礎データ - 人口: 10,687人 - 世帯数: 4,314 世帯 - 家族数: 2,968 家族 - 人口密度: 9人/km2（23人/mi2） - 住居数: 5,022軒 - 住居密度: 4軒/km2（11軒/mi2） 人種別人口構成 - 白人: 55.12% - アフリカン・アメリカン: 43.05% - ネイティブ・アメリカン: 0.20% - アジア人: 0.23% - 太平洋諸島系: 0.04% - その他の人種: 0.51% - 混血: 0.85% - ヒスパニック・ラテン系: 1.98% | 年齢別人口構成 - 18歳未満: 24.0% - 18-24歳: 8.0% - 25-44歳: 26.7% - 45-64歳: 24.1% - 65歳以上: 17.1% - 年齢の中央値: 39歳 - 性比（女性100人あたり男性の人口） - 総人口: 91.5 - 18歳以上: 88.0 世帯と家族（対世帯数） - 18歳未満の子供がいる: 29.1% - 結婚・同居している夫婦: 47.1% - 未婚・離婚・死別女性が世帯主: 17.3% - 非家族世帯: 31.2% - 単身世帯: 28.1% - 65歳以上の老人1人暮らし: 13.8% - 平均構成人数 - 世帯: 2.45人 - 家族: 2.98人 | 収入と家計 - 収入の中央値 - 世帯: 27,644米ドル - 家族: 36,219米ドル - 性別 - 男性: 27,355米ドル - 女性: 21,298米ドル - 人口1人あたり収入: 15,020米ドル - 貧困線以下 - 対人口: 17.5% - 対家族数: 13.0% - 18歳未満: 24.2% - 65歳以上: 19.9% |

## 都市と町
- レイル
- ティグノール
- ワシントン - 郡庁所在地

## 著名な出身者
- エドワード・ポーター・アレクサンダー、南北戦争のときの南軍の将軍
- アレクサンダー・スティーヴンズ、アメリカ連合国副大統領
- ロバート・トゥームズ、アメリカ連合国の初代国務長官